# Twi'lek

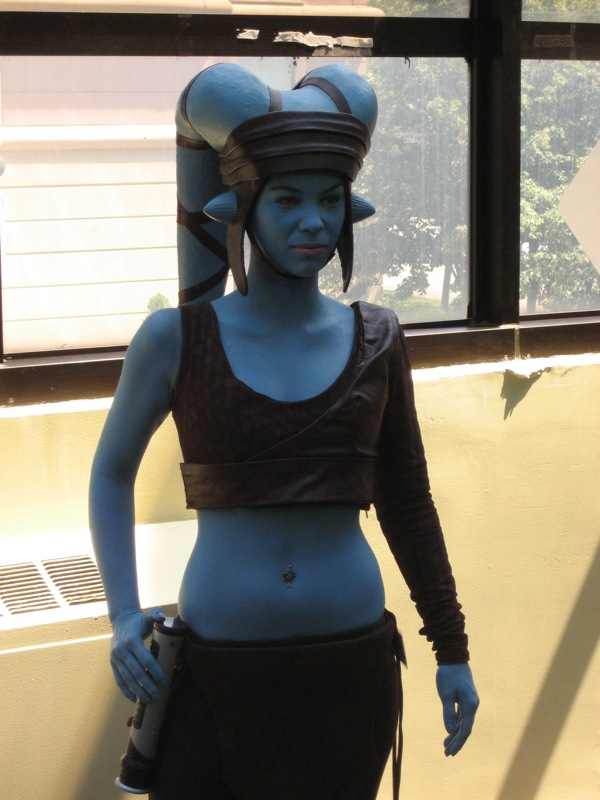
Cosplayer interpretando a Aayla Secura, una twi'lek Jedi.

Los twi'leks son una raza ficticia del universo Star Wars originaria del planeta Ryloth.

## Apariencia
Los twi'leks son criaturas humanoides con dos tentáculos, llamados lekku, que comienzan en la cabeza y terminan en la parte posterior de la espalda. Estos tentáculos son órganos sofisticados que se utilizan para la comunicación. Como las personas, tienen muchas diferencias entre ellos. Las jóvenes twi'leks son elegantes y hermosas, y son muy buscadas como bailarinas o esclavas, y a menudo vendidas por los miembros de su propia familia para obtener ganancias. Hay cinco colores de piel posibles para twi'lek: rojo, azul, verde, blanco y amarillo. Todavía hay más colores, que surgen cuando dos twi'leks de diferentes colores tienen un hijo. La twi'lek Lunae Minx es púrpura, por ejemplo, porque es hija de un twi'lek rojo y una twi'lek azul. Los twi'lek tienen entre 1,6 y 2,1 metros de altura.

## Cultura
Los twi'leks hablan twi'leki. Vienen del planeta Ryloth. Este planeta no gira sobre su eje. Por lo tanto, siempre es de día por un lado y siempre de noche por el otro. Solo la zona de penumbra en la frontera es habitable. Debido a estas duras condiciones de vida, los twi'leks son expertos en sobrevivir.
Los twi'leks viven en tribus. Hay cinco jefes, uno por color. Cuando muere un jefe, los demás son enviados al desierto para morir.
Algunos twi'leks conocidos son Bib Fortuna, asistente de Jabba el Hutt; Oola, bailarina y esclava de Jabba; Ann Gellla y Tann Gella, las masajistas de Sebulba; Orn Free Taa, la senadora de Ryloth; Aayla Secura, una twi'lek Jedi; Hera Syndulla, piloto del Fantasma en Star Wars Rebels; y Garsa Fwip, dueña de una cantina en Mos Espa llamada «Sanctuary».
- Datos: Q2707382
- Multimedia: Twi'leks / Q2707382